# 罗尕机
罗尕机（1987年—），四川阿坝州人，藏族，中华人民共和国政治人物、第十二届全国人民代表大会解放军代表。
毕业于南京陆军指挥学院法律专业。加入中国共产党。2013年，担任全国人大代表。2016年，受到领导人习近平接见。罗尕机当时任中国人民解放军第1集团军防化团排长。照片显示，他的肩章为“一杠一星”，即少尉军衔。